# Ерохово (Вологодская область)
Ерохово — деревня в Чагодощенском районе Вологодской области.
Входит в состав Белокрестского сельского поселения, с точки зрения административно-территориального деления — в Белокрестский сельсовет.
Расположена на берегу небольшой реки, притока Песи. Расстояние по автодороге до районного центра Чагоды — 14 километров, до центра муниципального образования села Белые Кресты — 2 километра. Ближайшие населённые пункты — Сазоново, Белые Кресты, Березье, Метелищи.
По переписи 2002 года население — 44 человека (26 мужчин, 18 женщин). Всё население — русские.